# William Jones (taalkundige)

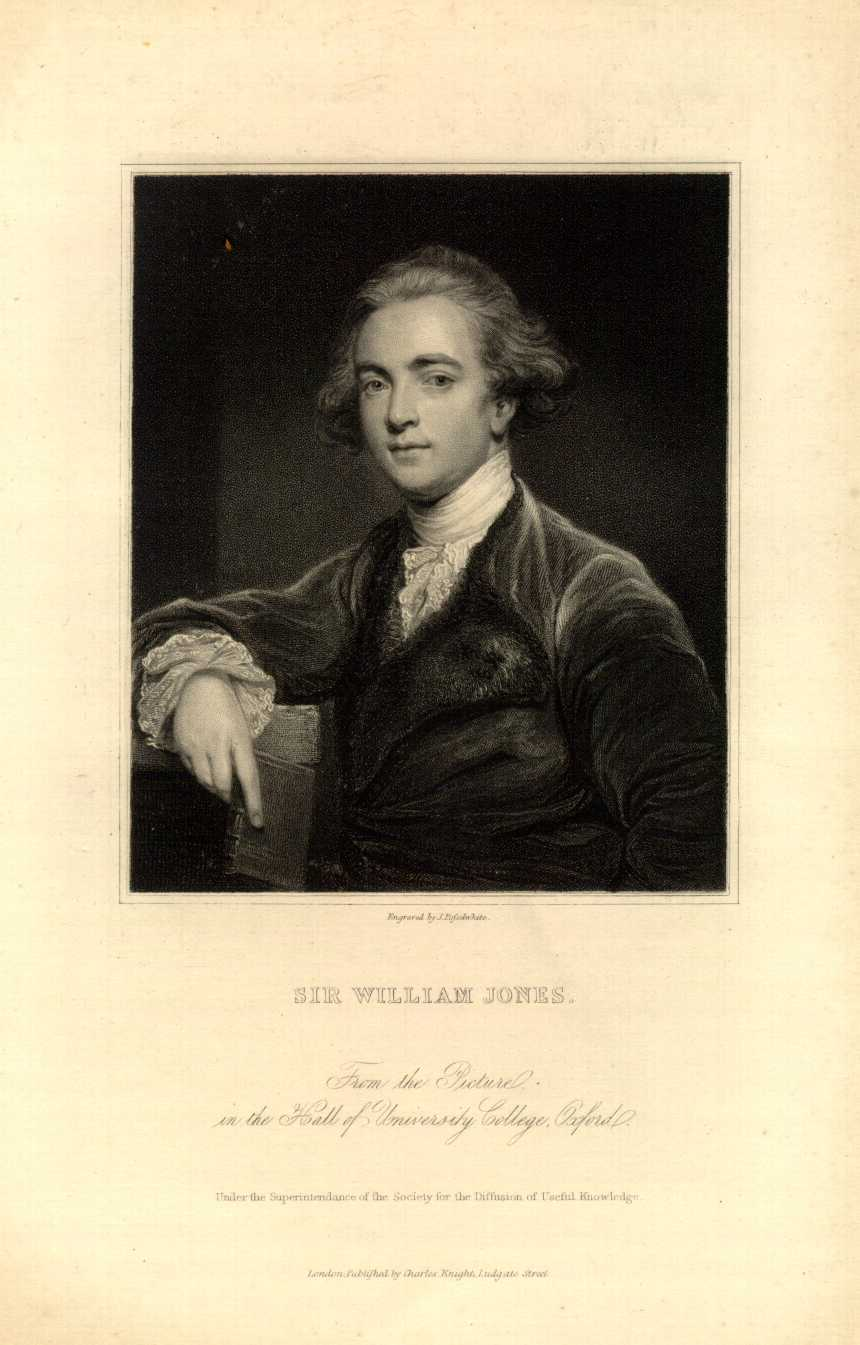
Sir William Jones

Sir William Jones (Londen, 28 september 1746 – Calcutta, 27 april 1794) was een Brits rechter en taalkundige. Hij is vooral bekend geworden door zijn onderzoek naar het oude India en als een van de ontdekkers van de Indo-Europese taalfamilie.

## Levensloop

### Jeugd
Jones werd in Londen geboren. Zijn vader, die ook Sir William Jones heette, was een beroemd wiskundige. William Jones jr. zelf was een begaafde jongen met een talenknobbel. In Harrow School leerde hij Latijn en Grieks volgens de traditionele methode van grammaticastudie en vertalen.
Hoewel zijn vader was overleden toen William pas drie jaar oud was, kon hij toch aan de universiteit studeren. Hij studeerde aan het University College, Oxford. Daar leerde hij ook Arabisch, maar ditmaal bedacht hij zelf een heel moderne methode: naast grammaticastudie en vertalen liet hij zich begeleiden door een Arabisch moedertaalspreker. Vervolgens richtte hij zich op het Perzisch, en hij leerde een beetje Mandarijn-Chinees. Er wordt gezegd dat hij aan het einde van zijn leven 28 talen beheerste.
Toen hij zijn studie afrondde in 1764, kon Jones voor de komende zes jaar meteen werk vinden als docent en vertaler. In die periode vertaalde hij de Histoire de Nader Chah uit het Perzisch in het Frans. Dat was een opdracht van Koning Christiaan VII van Denemarken; de koning had William Jones bezocht. Jones was al een beroemde oriëntalist op 22-jarige leeftijd. Dit boek was zijn eerste werk in een rij werken, niet alleen over het Perzisch maar ook over het Turks en het Midden-Oosten in het algemeen.

### Aanstelling in India
Vanaf 1770 studeerde hij rechten, en zijn vak als jurist zou hem ten slotte naar India brengen. Hij was eerst in Wales gestationeerd, en kreeg daarna de opdracht om in Parijs met Benjamin Franklin te onderhandelen over een oplossing voor de Amerikaanse Revolutie. Maar hij slaagde daar niet in.
Daarna werd hij uitgezonden naar Brits-Indië, waar hij als jurist in Calcutta ging werken, de hoofdstad van het in het voorgaande decennium ontstane Britse koloniale gezag over India. Jones ontwikkelde een groeiende interesse voor de inheemse tradities, talen en cultuur, die toen nog nauwelijks werden bestudeerd door westerse geleerden. Met hulp van gouverneur-generaal Warren Hastings, die eveneens grote interesse in de cultuur van India toonde, richtte Jones in 1784 de Asiatic Society of Bengal op, waarvan 29 mede-Europeanen lid werden. Zijn advies om ook hindoe- en moslimgeleerden toe te laten, volgden zij niet op.
De volgende tien jaren zou hij een stortvloed van werken over India publiceren en praktisch alle moderne studie over India in de sociale wetenschappen initiëren. Hij schreef werken over rechtswetenschappen, muziek, literatuur, botanie en geografie. Ook heeft hij vertalingen gemaakt van belangrijke werken uit de Indiase letterkunde.
Van al zijn bevindingen is Jones voornamelijk beroemd geworden door zijn uitspraak dat het Sanskriet verwant is aan het Grieks en Latijn. In een lezing uit 1786, On the Hindus, oppert hij dat deze drie talen een gemeenschappelijke oorsprong hebben. Verder vermeldt hij ook dat ze mogelijk verwant zijn aan het Gotisch, de Keltische talen en het Perzisch. Vermoedens in deze richting waren er al eerder geweest (zie hieronder), maar Jones kwam tot zijn conclusie op meer systematische gronden. Tot het denkbeeld van een taalfamilie kwam hij onder invloed van zijn botanisch werk: hij hielp bij het opzetten van de beroemde Londense bonatische tuin, Kew Gardens.
Zijn derde artikel, dat uitgegeven werd in 1798 en de beroemde philologer-passage bevat, wordt heel vaak geciteerd in boeken over de vergelijkende taalwetenschap en Indo-Europese studies.
- The Sanscrit language, whatever be its antiquity, is of a wonderful structure; more perfect than the Greek, more copious than the Latin, and more exquisitely refined than either, yet bearing to both of them a stronger affinity, both in the roots of verbs and in the forms of grammar, than could possibly have been produced by accident; so strong, indeed, that no philologer could examine them all three, without believing them to have sprung from some common source, which, perhaps, no longer exists.

("Het Sanskriet, hoe oud het ook moge zijn, is van een prachtige structuur: volmaakter dan de Griekse taal, rijker dan de Latijnse, en van een meer uitnemende verfijning dan elk, en toch met een zo sterke verwantschap met beide, zowel wat betreft de wortels der werkwoorden als wat betreft de grammaticale vormen, dat die onmogelijk door het toeval kunnen zijn voortgebracht — ja, zo sterk dat geen filoloog alle drie zou kunnen onderzoeken zonder tot de opvatting te komen dat ze aan een gemeenschappelijke bron zijn ontsproten, die wellicht niet meer bestaat.")

### Juridisch werk
In 1787 werd Jones aangesteld als chief justice van Fort William, het opperste gerechtshof in India onder de Britse kroon. Jones was in deze positie de opvolger van Sir Elijah Impey, die af moest treden omdat hij in Londen aangeklaagd werd in een impeachmentproces.
Onder Hastings en Impey waren in de Britse koloniën in India rechtbanken opgezet die procedureel werken zoals gebruikelijk in de Engelse rechtspraak. Deze rechtbanken waren populair onder de inheemse bevolking. Civiele rechtspraak vormde echter een belangrijke breuk met de Indische traditie van bemiddeling, die meestal door brahmanen geschiedde. Jones, die net als de meeste bestuurders uit zijn tijd het standpunt aanhield dat India alleen volgens Indische gewoonten en gebruiken bestuurd kon worden, overzag het codificeren van onsamenhangende en elkaar soms tegensprekende inheemse tradities. De aldus samengestelde wetten dienden als leidraad voor de als rechters aangestelde officieren van de East India Company.
Jones' opvolgers hadden weinig lof voor zijn werk op dit vlak. Dat was niet alleen vanwege praktische bezwaren tegen de codificering van inheemse tradities, maar ook omdat latere generaties koloniale bestuurders liever het Britse systeem als uitgangspunt namen dan zich om inheemse tradities druk te maken. Vanaf het begin van de 19e eeuw werd onder de Britten steeds meer op inheemse tradities en cultuur neergekeken.

## Voorlopers en invloed
De Nederlander Marcus Zuerius van Boxhorn (1612–1653) en anderen waren er zich in het midden van de 17e eeuw al van bewust geweest dat het Oud-Perzisch mogelijk verwant is aan de Europese talen. Ook toonde een Amerikaanse kolonist, Jonathan Edwards Jr., in 1787 in een publicatie aan dat de Algonquin- en Iroquois-taalfamilies (dus niet alleen de talen, maar hele families) verwant zijn; hij staafde dit met bewijzen (iets wat Jones niet deed).
Toch wordt het aan Jones toegeschreven dat de Indo-Europese taalwetenschap, en de vergelijkende taalwetenschappen in het algemeen, populair werden.
Hij baande de weg voor latere taalwetenschappers (Bopp, Grimm) en heeft door zijn geschriften vele nieuwe begrippen in het Engels geïntroduceerd, vaak in de vorm van leenwoorden. De opkomst van de Romantiek als Engelse literaire stroming, met als exponenten onder meer Lord Byron en Samuel Taylor Coleridge, wordt mede toegeschreven aan Jones' invloed; vertalingen van "oosterse" werken maakten deel uit van het complex van oorzaken dat tot deze stroming leidde.